# Escutoide

Comparação entre um escutoide e outras formas geométricas

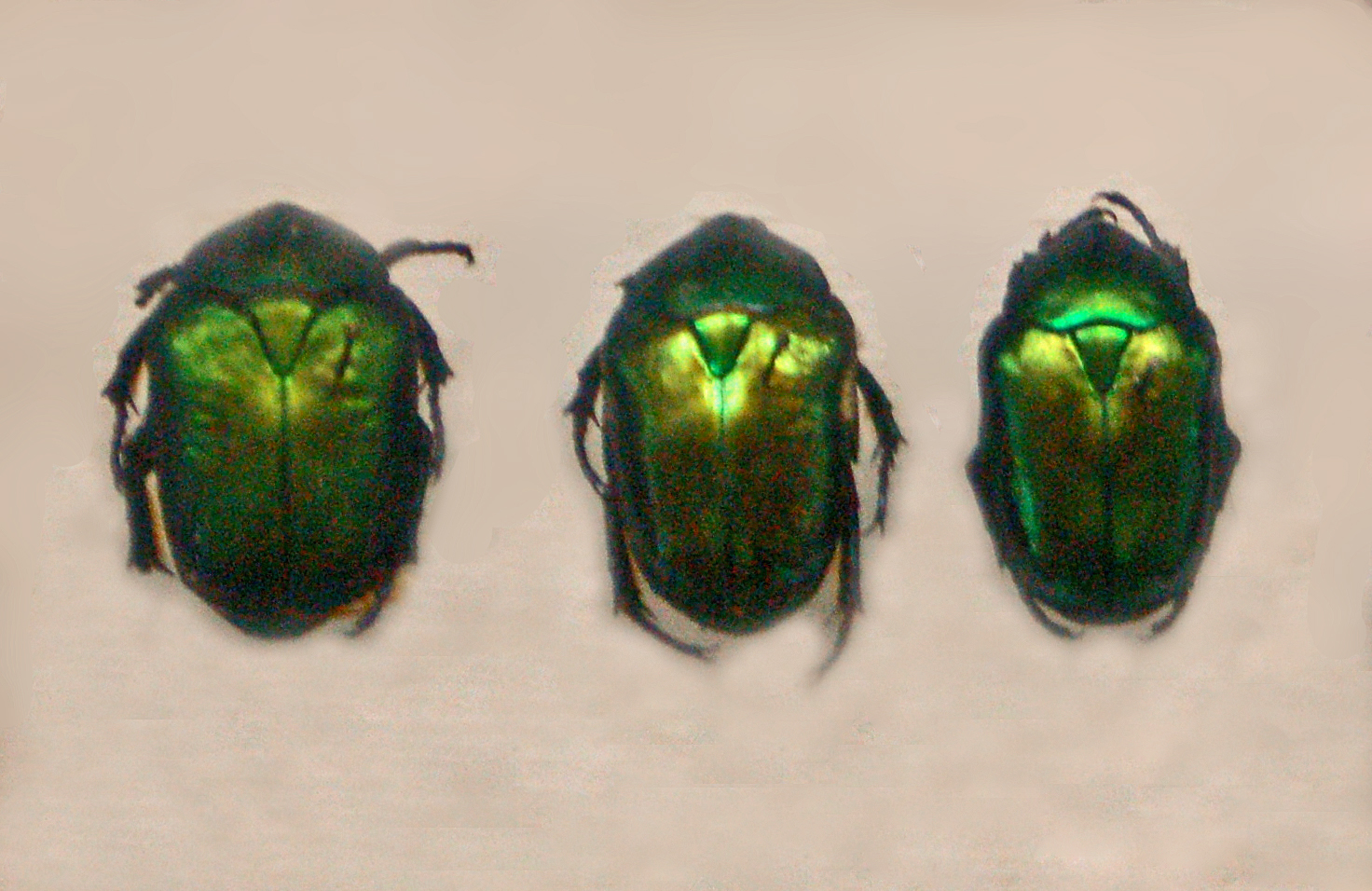
Protaetia speciosa

Escutoide é uma forma geométrica formada por superfícies curvas e que tem ao menos um vértice diferente do das bases. Seu nome é uma referência ao escutelo da espécie de besouros Protaetia speciosa. A forma é parecida com um prisma, mas tem características peculiares, pois uma de sua extremidade possui 5 arestas e a outra seis o que forma um Y dividindo uma delas em duas resultando assim um triângulo.
Os responsáveis pela descoberta foram Luis M. Escudero (Universidade de Sevilla), Javier Buceta (Universidade de Lehigh), Pedro Javier Gómez-Gálvez e Pablo Vicente-Munuera, do Centro Andaluz de Biología do Desenvolviento, entre outros.
O formato foi descoberto durante estudos sobre o empacotamento em três dimensões em células epiteliais e tem como função eficiência energética e melhora da sua estabilidade.